# Avondale
Avondale  (Coldwater)  er en by, der ligger i Maricopa County i delstaten Arizona i USA. Byen har 89.334 (2020) indbyggere. Den er i dag sammenvokset med storbyen Phoenix.

## Historie
Avondale (Coldwater), som ligger på vestbredden af Agua Fria River, begyndte sin eksistens som fragtstation i 1890'erne. Stedet blev navngivet Coldwater efter flodens spanske navn (Agua Fria = Cold Water) samt en kilde med koldt vand i nærheden, som løber ud i Agua Fria River. Senere byggede jernbanen en station i nærheden, som blev kaldt Litchfield. Indbyggerne fra Coldwater flyttede til jernbanestoppestedet.
Det originale postkontor blev grundlagt i 1896 og navngivet Coldwater. I 1897 blev navnet udskiftet til Cold Water og posthuset eksisterede til 1905. I året 1911 blev det genåbnet, men denne gang under navnet Avondale.